# 오비털 사이언스 코퍼레이션
오비털 사이언스 코퍼레이션(Orbital Sciences Corporation)은 미국의 우주항공 기업이다.

## 역사
1982년 설립되었다. 2013년 현재 직원 3300명, 매출액 1.5조원이다.

## 제품
- 미노타우르 1호 - 3단 고체연료 핵미사일 LGM-30 미니트맨에 4단 고체로켓을 추가해서, 위성 발사체로 개조했다.
- 페가수스 (로켓) - 3단 고체연료 핵미사일 MGM-134 미지트맨을 항공기 발사용 위성 발사체로 개조했다.
- GBI 미사일 - ICBM 요격 미사일. 부스터를 오비털 사이언스에서 제작한다.
- 안타레스 (로켓) - 나로호와 같은 계열의 러시아 엔진을 사용한다. 나로호와 같은 2013년 최초 발사에 성공했다.
- 시그너스 (우주선) - 안타레스 로켓에 탑재해 발사될 무인우주화물선

## 같이 보기
- 커머셜 리서플라이 서비스
- 스페이스X
- 우주 탐사